# 王田里 (臺中市)
王田里為臺中市大肚區的一個里，位於大肚區的東南端。地名以台中傳統聚落王田為名。面積共3.7240平方公里。現任里長為孫清海。

## 人口
2024年的統計，戶數有1,631戶，人口有4,959人。

## 歷史沿革
清朝乾隆六年（1741年）時，臺灣府彰化縣猫霧捒西堡中已有王田莊之名。日本治台後，於明治34年（1901年）將王田與籃仔頭合併成立「王田庄」。大正9年（1920年）區域改正，改稱「王田」大字。戰後，民國35年（1946年）行政區調整，將王田庄以縱貫線鐵路為界，劃分為北邊的王田村與南邊的中和村，隸屬於臺中縣大肚鄉。民國99年（2010年）因臺中縣市合併升格，大肚鄉改制為大肚區，王田村改制為王田里。
里內以孫姓、林姓、楊姓、陳姓為主要大姓。

### 來源
- 《臺灣地名辭書卷十二：臺中縣（二）》，國史館臺灣文獻館，2007年9月，ISBN 9789860105742